# アンドレ・ジャクソン
アンドレ・テレル・ジャクソン（Andre Terrell Jackson、1996年5月1日 - ）は、アメリカ合衆国アリゾナ州ピマ郡バイル出身のプロ野球選手（投手）。右投右打。横浜DeNAベイスターズ所属。

## 経歴

### プロ入り前
高校時代に2014年のMLBドラフト32巡目（全体966位）でテキサス・レンジャーズから指名されたが、契約せずにユタ大学へ進学した。
大学では投手と外野手を兼任していた。2年目の2016年オフにトミー・ジョン手術を受けた。

### プロ入りとドジャース時代
2017年のMLBドラフト12巡目（全体370位）でロサンゼルス・ドジャースから指名されプロ入り。この年は前年受けた手術の影響でシーズンを全休した。
2018年に傘下のルーキー級アリゾナリーグ・ドジャースでプロデビューし、シーズン途中にA級グレートレイクス・ルーンズへ昇格した。
2019年はA級グレートレイクスで開幕を迎え、シーズン途中にA+級ランチョクカモンガ・クエークスへ昇格した。
2020年はCOVID-19の影響でマイナーリーグのシーズンが中止となり、公式戦への出場はなかった。オフにルール・ファイブ・ドラフトでの流出を防ぐために40人枠に登録された。
2021年はAA級タルサ・ドリラーズで開幕を迎えた。シーズン途中にはオールスター・フューチャーズゲームに選出された。その後7月にAAA級オクラホマシティ・ドジャースへ昇格すると、8月16日にはメジャーに昇格し、同日のピッツバーグ・パイレーツ戦でメジャーデビューを果たした。
2022年は、メジャーで4試合に登板。
2023年6月20日にライアン・ブレイジアのメジャー昇格に伴い、DFAとなった。

### パイレーツ時代
2023年6月25日に金銭トレードでピッツバーグ・パイレーツへ移籍した。12月21日にアンドリュー・マカッチェンの加入に伴いDFAとなり、翌22日にFAとなった。
2023年は、7先発を含む19試合に登板。計61回1/3を投げ、防御率4.99を記録した。

### 横浜DeNA時代
2024年1月12日、横浜DeNAベイスターズとの契約締結が発表された。背番号は42。開幕ローテーション入りし、4月2日、開幕4戦目の対阪神タイガース戦でNPB公式戦に来日初登板すると、6回1失点で初勝利を挙げた。しかし、与四球が多く不安定な投球が続き、6試合の先発登板で防御率6.11、勝利投手になったのは前述の1試合のみの1勝3敗の成績で、5月7日に出場選手登録を抹消された。二軍調整期間中、前年DeNAに所属したトレバー・バウアーがどのように日本野球にアジャストしたのか球団スタッフに質問し、投球内容の改良に取り組んだ。22日に再度出場選手登録された。再昇格後は安定感のある投球を見せ、ローテーションの一角を任される。7月19日の明治神宮野球場での対東京ヤクルトスワローズ戦では熱中症による脱水症状で途中降板するトラブルに見舞われながらも、翌週には復帰した。10月1日の対広島東洋カープ戦で7回を投げて被安打3、1失点の投球で8勝目を挙げ、規定投球回に到達した。球団の外国人投手では2014年のギジェルモ・モスコーソ以来の規定投球回到達となった。25試合に登板し8勝7敗、防御率2.90という成績でチームの先発ローテーションを支え、シーズンを終えた。ポストシーズンは、阪神とのクライマックスシリーズファーストステージでは第2戦に先発し、6回途中1失点9奪三振の好投で白星を挙げた。福岡ソフトバンクホークスと対戦した日本シリーズでは、第1戦の先発投手を務め、対戦投手の有原航平から手痛い先制適時打を打たれ黒星を喫するが、中4日で登板した第5戦では7回3安打無失点の好投でチームを2試合連続の完封勝利に導いた。第6戦でチームは勝利し日本一を達成し、シリーズの優秀選手に選出された。オフの11月30日に、翌年契約を締結したことが発表され、残留が決定した。

## 選手としての特徴
190cmの長身から、平均球速153km/hの直球（フォーシーム）を投げ込む。来日後は最速159km/hを計測している。チェンジアップを最大の武器とするほか、精度の高いスライダーやナックルカーブを扱う。チェンジアップは元々140km/h台であったが、DeNA時代の二軍調整期間中に130km/h台へ球速を落としている。MLB時代は投球の44.6%が直球のパワー系の投球スタイルで、奪三振率が高かった。荒れ気味のボールを投げており、野球解説者の野村弘樹は「ストライクゾーンで動かせれば面白い」と期待をかけていたが、2024年4月16日の広島戦での3回途中8失点の背信投球に対しては「これだけストライクが入らないと、もう正直話にならない」と切り捨てている。再昇格後は日本のストライクゾーンに順応している。

## 詳細情報

### 年度別投手成績
| 年 度    | 球 団    | 登 板 | 先 発 | 完 投 | 完 封 | 無 四 球 | 勝 利 | 敗 戦 | セ 丨 ブ | ホ 丨 ル ド | 勝 率 | 打 者 | 投 球 回 | 被 安 打 | 被 本 塁 打 | 与 四 球 | 敬 遠 | 与 死 球 | 奪 三 振 | 暴 投 | ボ 丨 ク | 失 点 | 自 責 点 | 防 御 率 | W H I P |
| -------- | -------- | ----- | ----- | ----- | ----- | -------- | ----- | ----- | -------- | ----------- | ----- | ----- | -------- | -------- | ----------- | -------- | ----- | -------- | -------- | ----- | -------- | ----- | -------- | -------- | ------- |
| 2021     | LAD      | 3     | 0     | 0     | 0     | 0        | 0     | 1     | 1        | 0           | .000  | 50    | 11.2     | 10       | 1           | 6        | 0     | 0        | 10       | 0     | 1        | 3     | 3        | 2.31     | 1.37    |
| 2022     | LAD      | 4     | 0     | 0     | 0     | 0        | 0     | 0     | 1        | 1           | ----  | 42    | 9.2      | 9        | 0           | 4        | 0     | 0        | 9        | 0     | 0        | 3     | 2        | 1.86     | 1.34    |
| 2023     | LAD      | 7     | 0     | 0     | 0     | 0        | 0     | 0     | 2        | 0           | ----  | 79    | 17.2     | 22       | 5           | 3        | 0     | 0        | 16       | 0     | 0        | 13    | 13       | 6.62     | 1.41    |
| 2023     | PIT      | 12    | 7     | 0     | 0     | 0        | 1     | 3     | 0        | 1           | .250  | 178   | 43.2     | 30       | 6           | 19       | 0     | 2        | 41       | 1     | 0        | 21    | 21       | 4.33     | 1.12    |
| '23計    | PIT      | 19    | 0     | 0     | 0     | 0        | 1     | 3     | 2        | 1           | .250  | 257   | 61.1     | 52       | 11          | 22       | 0     | 2        | 57       | 1     | 0        | 24    | 24       | 4.99     | 1.21    |
| 2024     | DeNA     | 25    | 25    | 0     | 0     | 0        | 8     | 7     | 0        | 0           | .533  | 587   | 143.0    | 109      | 8           | 51       | 3     | 6        | 121      | 9     | 0        | 53    | 46       | 2.90     | 1.12    |
| MLB：3年 | MLB：3年 | 26    | 7     | 0     | 0     | 0        | 1     | 4     | 4        | 2           | .200  | 349   | 82.2     | 71       | 12          | 32       | 0     | 2        | 76       | 1     | 1        | 40    | 39       | 4.25     | 1.25    |
| NPB：1年 | NPB：1年 | 25    | 25    | 0     | 0     | 0        | 8     | 7     | 0        | 0           | .533  | 587   | 143.0    | 109      | 8           | 51       | 3     | 6        | 121      | 9     | 0        | 53    | 46       | 2.90     | 1.12    |

- 2024年度シーズン終了時
- 各年度の太字はリーグ最高

### 年度別守備成績
| 年 度    | 球 団    | 投手（P） | 投手（P） | 投手（P） | 投手（P） | 投手（P） | 投手（P） |
| 年 度    | 球 団    | 試 合     | 刺 殺     | 補 殺     | 失 策     | 併 殺     | 守 備 率  |
| -------- | -------- | --------- | --------- | --------- | --------- | --------- | --------- |
| 2021     | LAD      | 3         | 2         | 2         | 0         | 0         | 1.000     |
| 2022     | LAD      | 4         | 1         | 1         | 0         | 0         | 1.000     |
| 2023     | LAD      | 7         | 5         | 2         | 0         | 0         | 1.000     |
| 2023     | PIT      | 12        | 6         | 1         | 0         | 0         | 1.000     |
| '23計    | PIT      | 19        | 11        | 3         | 0         | 0         | 1.000     |
| 2024     | DeNA     | 25        | 8         | 16        | 2         | 0         | .923      |
| MLB：3年 | MLB：3年 | 26        | 14        | 6         | 0         | 0         | 1.000     |
| NPB：1年 | NPB：1年 | 25        | 8         | 16        | 2         | 0         | .923      |

- 2024年度シーズン終了時

### 表彰
- 日本シリーズ優秀選手賞：1回（2024年）

### 記録
MiLB
- オールスター・フューチャーズゲーム選出：1回（2021年）

#### NPB
初記録
投手記録
- 初登板・初先発登板・初勝利・初先発勝利：2024年4月2日、対阪神タイガース1回戦（京セラドーム大阪）、6回1失点
- 初奪三振：同上、1回裏に森下翔太から空振り三振

打撃記録
- 初打席：2024年4月2日、対阪神タイガース1回戦（京セラドーム大阪）、2回表に村上頌樹から空振り三振
- 初安打：2024年8月8日、対中日ドラゴンズ17回戦（バンテリンドーム ナゴヤ）、4回表に松葉貴大から遊撃内野安打
- 初打点：2024年8月14日、対広島東洋カープ19回戦（MAZDA Zoom-Zoom スタジアム広島）、4回表に床田寛樹から左前適時打

### 背番号
- 94（2021年 - 2023年）
- 42（2024年[16] - ）